# De ni sataniske dødssynder
 Der er for få eller ingen kildehenvisninger i denne artikel, hvilket er et problem. Du kan hjælpe ved at angive troværdige kilder til de påstande, som fremføres i artiklen.

De ni sataniske dødssynder (også kaldt De Ni Sataniske Synder) benyttes af bestemte grene af satanismen som f.eks. ateistisk satanisme og i LaVeyisme. Selvom Church of Satan tilskynder individualitet og tilfredsstillelse af begær, betyder det ikke, at alle handlinger er acceptable. De ni sataniske dødssynder udgivet af Anton LaVey i 1987, beskriver ni karakteristika satanister målrettet bør undgå.

## Fortolkning
1. Dumhed Med dumhed kommer man ikke langt. Satanister bør stræbe efter at holde sig informeret og til ikke at lade sig narre af andre, der forsøger at manipulere og bruge dem.
2. Indbildskhed Det at være stolt af ens præstationer er opmuntret i satanisme. Dog bør man kun tage æren for ens egne resultater. Tomme påstande fører til synd nr. 4: Selvbedrag.
3. Solipsisme Satanister bruger dette udtryk, til at henvise til den formodning mange automatisk gør sig, når man f.eks. kommunikerer med andre; at andre mennesker tænker, handler og har de samme ønsker som en selv. Det er vigtigt at huske, at alle er en person med sine egne individuelle mål og planer. Man kan ikke forvente nogen behandler dig som du som behandler vedkommende. I stedet opfordres satanister til at behandle folk, som de behandler dig. Man bør altid beskæftige sig med realiteterne snarere end forventningerne. (Se også machiavellisme.)
4. Selvbedrag Satanister beskæftige sig med verdenen som den er. At overbevise sig selv om usandheder fordi de er mere passer en bedre, er ikke mindre problematisk end det at lade en anden narre sig.
5. Flokmentalitet I visse kredse tilskyndes det folk til at gå med strømmen og tro og gøre ting, blot fordi det er normen. Satanister forsøger at undgå en sådan adfærd og følger kun flokken hvis det giver logisk mening og passer deres egne behov.
6. Mangel på perspektiv Være opmærksom på både de store og små billeder, bevar altid overblikket og sørg for at holde øje med, hvor du passer ind i det store billede.
7. Rettroenhed Der genbruges konstant gamle ideer, som får en ny "pakning" så de ser ud som nye, originale ideer. Man skal ikke lade sig narre.
8. Kontraproduktiv stolthed Man bør aldrig være flov over egne resultater. Men hvis stoltheden er kommet i vejen for at få ting udført, skal man sætte den til side, indtil stoltheden bliver konstruktiv.
9. Mangel på æstetik Skønhed og balance er to ting satanister stræber efter. Dette er måske især tilfældet i den magiske praksis, men kan også udvides til resten af ens liv. Undgå at gå efter hvad samfundet dikterer er smukt og lær at identificere ægte skønhed, hvorvidt andre anerkender den.

## Kritik af de ni sataniske dødssynder
Tekst mangler, hjælp os med at skrive teksten

## De ni sataniske dødssynder
| The Nine Satanic Sins | De ni sataniske dødssynder |
| 1 | 1 |
| Stupidity — The top of the list for Satanic Sins. The Cardinal Sin of Satanism. It’s too bad that stupidity isn’t painful. Ignorance is one thing, but our society thrives increasingly on stupidity. It depends on people going along with whatever they are told. The media promotes a cultivated stupidity as a posture that is not only acceptable but laudable. Satanists must learn to see through the tricks and cannot afford to be stupid. | Dumhed - Den største af de sataniske synder. Det er ærgerligt, at dumhed ikke gør ondt. Uvidenhed er een ting, men dumhed trives i vores samfund mere og mere. Det er afhængigt af, at folk gør nøjagtig hvad de får besked på. Medierne promoverer en kultiveret dumhed, der indholder betydelige mængder af nonverbal kommunikation og følelsesmæssige signaler, der ikke bare er accepteret, men prisværdig. Satanister skal lære at se igennem disse tricks og har ikke råd til at være dum. |
| 2 | 2 |
| Pretentiousness — Empty posturing can be most irritating and isn’t applying the cardinal rules of Lesser Magic. On equal footing with stupidity for what keeps the money in circulation these days. Everyone’s made to feel like a big shot, whether they can come up with the goods or not. | Indbildskhed - Tomme forestillinger kan være særdeles irriterende og virker ikke på de grundlæggende regler for Lavere Magi. På lige fod med dumhed er indbildskhed det, der for tiden sørger at holde pengene i cirkulation. Alle er skabt til at føle sig som en stor kanon, uanset om man kan "levere varen" eller ej. |
| 3 | 3 |
| Solipsism — Can be very dangerous for Satanists. Projecting your reactions, responses and sensibilities onto someone who is probably far less attuned than you are. It is the mistake of expecting people to give you the same consideration, courtesy and respect that you naturally give them. They won’t. Instead, Satanists must strive to apply the dictum of “Do unto others as they do unto you.” It’s work for most of us and requires constant vigilance lest you slip into a comfortable illusion of everyone being like you. As has been said, certain utopias would be ideal in a nation of philosophers, but unfortunately (or perhaps fortunately, from a Machiavellian standpoint) we are far from that point. | Solipsisme - kan være meget farlig for satanister. At projektere dine reaktioner og din følsomhed over på andre som sikkert er meget mindre i harmoni med sig selv, end du er. Det er fejlen at forvente, at andre udviser samme hensyn, høflighed og respekt overfor dig, som du - som en naturlig ting - viser dem. Det gør de ikke. I stedet må satanister forsøge at leve efter flg. "Gør mod andre, som de gør mod dig". Det virker for de fleste og kræver den største årvågenhed, medmindre du falder for den magelige illusion, at alle er ligesom du. Som det er blevet sagt, ville nogle utopier være ideelt i en nation af filosoffer, men desværre (eller måske heldigvis fra et machiavellistisk synspunkt) er vi langt fra dette punkt. |
| 4 | 4 |
| Self-deceit — It’s in the “Nine Satanic Statements” but deserves to be repeated here. Another cardinal sin. We must not pay homage to any of the sacred cows presented to us, including the roles we are expected to play ourselves. The only time self-deceit should be entered into is when it’s fun, and with awareness. But then, it’s not self-deceit! | Selvbedrag - Dette findes også i De Ni Sataniske Erklæringer, men fortjener at blive gentaget hér. Endnu en alvorlig synd. Vi skal ikke hylde nogen af de hellige køer, som vi bliver præsenteret for, inklusive de roller, som det forventes, at vi spiller. Den eneste gang selvbedrag bør forekomme er, når det er sjovt og med bevidsthed. Men så er det ikke selvbedrag! |
| 5 | 5 |
| Herd Conformity — That’s obvious from a Satanic stance. It’s all right to conform to a person’s wishes, if it ultimately benefits you. But only fools follow along with the herd, letting an impersonal entity dictate to you. The key is to choose a master wisely instead of being enslaved by the whims of the many. | Flokmentalitet - Dette skulle være klart set fra et satanisk synspunkt. Det er i orden at indrette sig efter andres ønsker, hvis man selv har fordel deraf. Kun fjolser følger flokken, der lader sig lede af en upersonlig entitet. Løsenet er at vælge sin læremester med omhu, i stedet for at lade sig slavebinde af massernes luner. |
| 6 | 6 |
| Lack of Perspective — Again, this one can lead to a lot of pain for a Satanist. You must never lose sight of who and what you are, and what a threat you can be, by your very existence. We are making history right now, every day. Always keep the wider historical and social picture in mind. That is an important key to both Lesser and Greater Magic. See the patterns and fit things together as you want the pieces to fall into place. Do not be swayed by herd constraints—know that you are working on another level entirely from the rest of the world. | Manglende perspektiv - Dette kan føre til megen smerte for en satanist. Du må aldrig miste overblikket over, hvem og hvad du er eller hvilken fare du kan være ved selve din eksistens. Vi skriver historie lige nu og her, hver dag. Hav altid det brede historiske og sociale perspektiv in mente. Dette er vigtigt, både hvad angår Lavere og Højere Magi. Få øje på mønstrene og pas tingene sammen, eftersom du ønsker, at tingene skal hænge sammen. Så - for ikke at blive hæmmet af flokkens begrænsninger - vid, at du arbejder på et helt andet plan end resten af verden. |
| 7 | 7 |
| Forgetfulness of Past Orthodoxies — Be aware that this is one of the keys to brainwashing people into accepting something new and different, when in reality it’s something that was once widely accepted but is now presented in a new package. We are expected to rave about the genius of the creator and forget the original. This makes for a disposable society. | Forglemmelse af tidligere ortodoksi: Vær opmærksom på, at dette er en af måderne, hvorpå man hjernevasker folk til at acceptere noget som værende "nyt" og "anderledes", når der i virkeligheden blot er tale om noget, der førhen var alment accepteret men nu præsenteres i en ny indpakning. Det forventes af os, at vi falder i henrykkelse over skaberens "geni" og glemmer originalen. Dette kendetegner et brug og smid væk samfund. |
| 8 | 8 |
| Counterproductive Pride — That first word is important. Pride is great up to the point you begin to throw out the baby with the bathwater. The rule of Satanism is: if it works for you, great. When it stops working for you, when you’ve painted yourself into a corner and the only way out is to say, I’m sorry, I made a mistake, I wish we could compromise somehow, then do it. | Kontraproduktiv stolthed - Det første ord er vigtigt. Stolthed er en god ting til en vis grænse: dér, hvor du skyller barnet ud med badevandet. Satanismens regel er: hvis det virker for dig, så er det fint. Når det holder op med at virke, når du har malet dig selv inde i et hjørne og den eneste vej ud, er at sige: "Undskyld, jeg tog fejl, jeg ville ønske, vi kunne finde en løsning", så gør det. |
| 9 | 9 |
| Lack of Aesthetics — This is the physical application of the Balance Factor. Aesthetics is important in Lesser Magic and should be cultivated. It is obvious that no one can collect any money off classical standards of beauty and form most of the time so they are discouraged in a consumer society, but an eye for beauty, for balance, is an essential Satanic tool and must be applied for greatest magical effectiveness. It’s not what’s supposed to be pleasing—it’s what is. Aesthetics is a personal thing, reflective of one’s own nature, but there are universally pleasing and harmonious configurations that should not be denied.                                                                          | Mangel på æstetik - Dette er den fysiske anvendelse af Balance Faktoren. Den er vigtig i Lavere Magi og bør rendyrkes. Det er klart, at for det meste er der ingen, der spinder guld på dette i et forbrugersamfund, så derfor nedprioriteres det, men det er et vigtigt satanisk værktøj, og det bør anvendes for magiens effektivitets skyld. Det er ikke nødvendigvis, hvad der er rart, det er, hvad det er. Æstetik er en meget personlig ting, det afspejler ens natur, men der findes konfigurationer, der er universelt behagelige og harmoniske, som ikke bør fornægtes.[kilde mangler] |